# Arezoo Ardekani
Arezoo M. Ardekani est une physicienne irano-américaine qui est professeure à l'université Purdue. Ses recherches portent sur l'écoulement de fluides complexes. Elle est élue Fellow de l'American Society of Mechanical Engineers en 2020 et Fellow de la Société américaine de physique en 2022.

## Enfance et éducation
Ardekani est née à Ispahan, en Iran. Elle est encouragée à devenir scientifique lorsqu'elle est enfant. Elle déménage à Téhéran pour ses études de premier cycle, où elle obtient un baccalauréat à l'université de technologie Sharif. Ardekani déménage à l'université de Californie à Irvine pour des recherches supérieures, où elle travaille sur les interactions entre particules. Elle a rejoint le Massachusetts Institute of Technology en tant que boursière postdoctorale Shapiro, où elle travaille avec Gareth H. McKinley (en) sur la formation de billes dans des jets viscoélastiques.

## Recherche et carrière
Ardekani commence sa carrière indépendante à l'université de Notre-Dame en 2011. Elle rejoint l'université d'Indiana – université Purdue à Indianapolis (en) en 2014, où elle dirige le Complex Felow Lab. Elle étudie les fluides complexes et le transport de particules. Elle combine des analyses théoriques avec des simulations informatiques pour comprendre l'écoulement des fluides.
Ardekani étudie les microbes qui s'accumulent lors des marées noires. Elle identifie que les microbes se déplacent initialement en raison de la chimiotaxie (ils sont attirés par la trace chimique d'une source de nourriture), mais se déplacent ensuite en raison de la formation d'un phénomène hydrodynamique. Ardekani démontre que les microbes sont impliqués dans la réhabilitation de l'environnement.

## Récompenses et honneurs
En 2007 Arezoo Ardekani reçoit une Bourse Amelia Earhart. En 2012 elle est lauréate du Prix CAREER (en) de la Fondation nationale pour la science puis en 2016 du Prix présidentiel de début de carrière pour les scientifiques et les ingénieurs.
En 2020 elle reçoit la médaille du jeune chercheur de la Society of Engineering Science. En 2020 elle devient membre élue de l'American Society of Mechanical Engineers. En 2020, la Société de rhéologie lui décerne le prix de début de carrière Arthur B. Metzner. La même année, elle est Boursière de la faculté de l'université Purdue. En 2022 elle devient membre élue de la Société américaine de physique.

## Publications (sélection)
- (en) A Karimi, S Yazdi et Arezoo Ardekani, « Hydrodynamic mechanisms of cell and particle trapping in microfluidics », Biomicrofluidics, AIP, vol. 7, no 2,‎ 5 avril 2013, p. 21501 (ISSN 1932-1058, OCLC 69667388, PMID 24404005, PMCID 3631262, DOI 10.1063/1.4799787).
- (en) Gao-Jin Li et Arezoo Ardekani, « Hydrodynamic interaction of microswimmers near a wall », Physical Review E, APS, vol. 90, no 1,‎ 15 juillet 2014, p. 013010 (ISSN 1539-3755, 1550-2376, 2470-0045, 2470-0053 et 1063-651X, OCLC 45808357, PMID 25122372, PMCID 4547626, DOI 10.1103/PHYSREVE.90.013010).
- (en) A Karimi, David K. Karig, A Kumar et Arezoo Ardekani, « Interplay of physical mechanisms and biofilm processes: review of microfluidic methods », Lab on a Chip, RSC, vol. 15, no 1,‎ 1er janvier 2015, p. 23-42 (ISSN 1473-0197 et 1473-0189, OCLC 48200889, PMID 25385289, PMCID 4261921, DOI 10.1039/C4LC01095G).